# Drafi Deutscher
Drafi Deutscher, född 9 maj 1946 i Berlin i Tyskland, död 9 juni 2006 i Frankfurt am Main, var en tysk sångare och låtskrivare. Han var mycket populär i sitt hemland och slog igenom på allvar 1963 med sin låt "Shake Hands". Hans största hit var "Marmor Stein und Eisen bricht" 1966 (som han kom på topplistorna med i Sverige, fast på engelska: "Marble Breaks and Iron Bends". Den Sverige-brittiska gruppen Deejays coverversion Dum Dum placerade sig dock något bättre).
Drafi Deutscher började i slutet av 1960-talet studera till operasångare, men hade på 1980-talet åter framgång som popartist, bland annat i duon Mixed Emotions tillsammans med Oliver Simon. Under täcknamnet Masquerade gjorde han låten Guardian Angel 1983.

### Fotnoter
1. ↑  Thedeadrockstarsclub.com Läst Mars 2010